# Hypsoprora pyramidata
Hypsoprora pyramidata är en insektsart som beskrevs av Frederick Byron Plummer. Hypsoprora pyramidata ingår i släktet Hypsoprora och familjen hornstritar. Inga underarter finns listade i Catalogue of Life.